# 高畠町郷土資料館
高畠町郷土資料館（たかはたまちきょうどしりょうかん）は、山形県東置賜郡高畠町にある資料館である。

## 概要
安久津八幡神社の境内に位置し、町内に遺跡と史跡を数多く持つ高畠町の郷土資料を展示している。石器、土器、土偶などの考古資料や、中世以降の板碑、古文書などの史料、大谷地開拓の農具や高畠線電車資料など500点余りが展示されている。
建物は高畠町特産の凝灰岩、高畠石を随所に使用された鉄筋コンクリート2階建てとなっており、古代の高床式建造物を模して造られた。

## 入館料
- 大人 100円、学生 50円　※高校生以下は無料[2]

## 開館時間
- 9時30分〜16時30分[1]

## 休館日[1]
- 月曜日
- 国民の祝日[3]
- 年末年始（12月29日〜1月4日）

## アクセス
- 車
  - JR東日本奥羽本線・高畠駅から15分[2]

## 周辺
- 国道113号（七ヶ宿街道）
- まほろば古の里歴史公園
- 道の駅たかはた